# Epidiplosis bicornuta
Epidiplosis bicornuta är en tvåvingeart som beskrevs av Li 2006. Epidiplosis bicornuta ingår i släktet Epidiplosis och familjen gallmyggor. Inga underarter finns listade i Catalogue of Life.